# Гредініле (комуна)
Гредініле (рум. Grădinile) — комуна у повіті Олт в Румунії. До складу комуни входять такі села (дані про населення за 2002 рік):
- Арветяска (764 особи)
- Гредініле (539 осіб)
- Плевічанка (435 осіб)

Комуна розташована на відстані 146 км на захід від Бухареста, 53 км на південь від Слатіни, 62 км на південний схід від Крайови.

## Населення
У 2009 року у комуні проживали 1773 особи.